# 江心坡

台湾で発行されている中華民国地図。地図の下方（南方）にある雲南省内の緑色部分が、中華民国における江心坡である。

江心坡（こうしんは）は、1960年の中緬辺界条約において、中華人民共和国がビルマ（現ミャンマー）の領土として承認し、領有権を放棄した雲南省の一地域。中華民国は自国の主権が及ぶ「中国領土の一部分」であるとし、中華人民共和国とその周辺諸国が締結した条約による国境線の変更を公式に認めていない。
中国側の歴史的に確定している説によると、江心坡は雲南省の高黎貢山以西で、エーヤワディー川上流にあるメーカ川（中国名：恩梅開江）及びマリカ川（邁立開江）の間に位置する、狭く長い地域である。その北端はチベット自治区ニンティ市巴宜区と接し、南端はミャンマーの尖高山（せんこうざん）にまで到る。ミャンマーの行政区分では、カチン州の一部となっている。
ただし江心坡を中国領土の一部分と考えている人々にとって、江心坡は通常、ミャンマー北部のミッチーナー以北のカチン州の大部分及びザガイン管区（Sagaing Division）の一部を占める地域であり、面積は約7万平方キロメートルである。その存在は、中華民国政府が発行する官製の中国地図「中華民國全圖」と、中華人民共和国の中国地図を比較した際に、雲南省の北西部で西方へと突出している地域として見出すことが出来る（ただし、2004年1月に中華民国行政院内政部は、中国大陸も領土範囲に含めた「中華民國全圖」を今後発行しない方針を決定している）。